# Ркоми
Рко́ми (итал. Rkomi), настоящее имя Ми́рко Мануэ́ле Мартора́на (итал. Mirko Manuele Martorana); род. 19 апреля 1994 года — итальянский рэпер и автор песен.

## Биография
Ркоми родился и вырос в Милане в известном районе Кальваират, расположенном в восточной части пригорода Милана. До 17 лет учился в CFP Galdus на гостиничном факультете, затем бросил учебу, не получив диплом. До 21 работал барменом, строителем и кухонным работником.
Подружился с рэпером Тедуа, который был его соседом по комнате. Сам Тедуа изначально планировал стать тур-менеджером.

## Карьера

### Calvairate MixtapeиDasein Sollen
Ркоми несколько раз заявлял, что решил заняться музыкой благодаря лучшему другу Тедуа.
Первыми музыкальными проектами Ркоми были Keep Calm Mixtape (со Сфазо) и Quello che non fai tu (с Фалько) в 2012, Cugini Bella Vita EP (с Пабло Ассо) в 2013, а затем более известный любительский сборник песен Calvairate Mixtape, в создании которого принимали участие шесть человек (в том числе Тедуа и Изи), в 2014 году.
После этого последовали почти два года молчания, затем Ркоми опубликовал песню Dasein Sollen на платформе YouTube. Название песни является прямой отсылкой к хайдеггерианской концепции Дазайн, о которой рэпер узнал благодаря случайному поиску в интернете. 13 октября 2016 года Ркоми выпустил мини-альбом Dasein Sollen в сотрудничестве с лейблом Digital Distribution.

### Первые совместные работы иIo in terra
Благодаря тому, что альбом Dasein Sollen был тепло принят слушателями (синглу Aeroplanini di carta, созданному в сотрудничестве с Изи, был присвоен платиновый статус), Ркоми был нанят автором-исполнителем в стиле инди Калькуттой для открытия шоу в прямом эфире в Турине.
В 2017 рэпер снова сотрудничал с музыкальным продюсером Шабло, который спродюсировал альбом Aeroplanini di carta, и подписал контракт с лейблом Рок-Музыки под руководством Шабло и Марракаша. 13 марта 2017 года рэпер объявил, что собирается выпустить свой первый студийный альбом под названием Universal.
8 сентября 2017 года выпустил альбом Io in terra, состоящий из 14 треков. В создании альбома участвовали Марракаш (Milano Bachata), Нойз Наркос (Verme) и барабанщик Альберто Паоне (Mai più). Альбому предшествовали синглы Solo, Apnea и Mai più. Сразу после дебюта в музыкальных чартах песня Io in terra достигла вершины рейтинга FIMI и получила золотой статус, а Milano Bachata, Apnea и Mai più получили платиновый статус.

### Ossigeno — EPиDove gli occhi non arrivano
26 июня 2018 года Ркоми объявил о предстоящем выпуске мини-альбома под названием Ossigeno — EP, который вышел 13 июля 2019 года в сопровождении виниловой пластинки и автобиографии рэпера. На диске присутствует сингл Acqua calda e limone, который написан в сотрудничестве с рэпером Эрниа, а также песни, написанные в сотрудничестве с Тедуа, Night Skinny и Mc Bin Laden. В конце 2018 года вышел сингл Non ho mai avuto la mia età по случаю выхода видеоигры Assassin’s Creed: Origins. Сингл является данью видеоигре, созданной компанией Ubisoft. Ркоми получил два золотых диска за Solletico и Acqua calda e limone.
19 февраля 2019 года Ркоми объявил о выходе альбома Dove gli occhi non arrivano, который вышел 22 марта 2020 года: над диском также работали Джованотти, Элиза (сингл Blu), Карл Брейв, Сфера Эббаста, Дардаст и Гали. Альбом удачно дебютировал на вершине рейтинга FIMI, как и Io in terra.

### Taxi Driverи фестиваль в Сан-Ремо
1 апреля 2021 года Ркоми объявил дату выхода третьего студийного альбома под названием Taxi Driver, который вышел 30 апреля. Первый сингл Ho spento il cielo, написанный в сотрудничестве с Томмазо Парадизо, вышел 14 апреля. Как и предыдущие альбомы, Taxi Driver дебютировал непосредственно на первом месте в чарте альбомов FIMI. На той же неделе сингл Nuovo range, написанный в сотрудничестве с рэпером Сфера Эббаста, достиг вершины Топа Синглов. Остальные песни из этого альбома заняли позиции в пределах первой сотни в Топе Синглов. 24 сентября 2021 года был выпущен концертный альбом Taxi Driver (MTV Unplugged). В него вошли предыдущие треки, отредактированные и спетые вживую.
В декабре 2021 года Ркоми выпустил совместный сингл с Элоди под названием La coda del diavolo.
4 декабря 2021 года рэпер объявил об участии в фестивале в Сан-Ремо 2022. 15 декабря объявил о выходе песни Insuperabile. Песня заняла 17-е место в итоговом рейтинге.

## Стиль и влияние
Хотя первые песни рэпера относятся к чистому рэпу и не включают в себя другие жанры, Ркоми считает себя представителем инди-рэпа. Альбом Io in terra часто рассматривается как пример хип-хопа под влиянием жанров прог, фанк и других (появляются ударные, электрическая бас-гитара, гитара и труба). Альбом Ossigeno — EP можно отнести к фанк и поп-рэпу, а Dove gli occhi non arrivano включает в себя элементы поп-музыки.
На творчество Ркоми повлияли такие исполнители в жанре инди, как Saint PHNX, Gorillaz и Twenty One Pilots. Что касается хип-хопа, на творчество рэпера оказали влияние итальянские исполнители Нойз Наркос, Марракаш, Фабри Фибра, Гуэ Пекеньо и такие иностранные исполнители, как немецкий рэпер Cro, французский рэпер Ломепал и американские рэперы Tyler, the Creator, Chance the Rapper и Кендрик Ламар.

## Дискография

### Студийные альбомы
- 2017 — Io in terra
- 2019 — Dove gli occhi non arrivano
- 2021 — Taxi Driver

### Концертные альбомы
- 2021 — Taxi Driver (MTV Unplugged)

### Мини-альбомы
- 2016 — Dasein Sollen
- 2018 — Ossigeno

### Микстейпы
- 2014 — Calvairate Mixtape

### Синглы
- 2016 — Dasein Sollen
- 2016 — Sul Serio
- 2016 — Sissignore
- 2016 — 180
- 2016 — Aeroplanini di carta (в сотрудничестве с Изи)
- 2016 — Oh Mama
- 2017 — Rossetto
- 2017 — Solo
- 2017 — Apnea
- 2017 — Mai Piú
- 2018 — Acqua calda e limone (в сотрудничестве с Эрниа)
- 2018 — Non ho mai avuto la mia età
- 2019 — Visti dall’alto (в сотрудничестве с Дардастом)

## Клипы
- 2016 — Dasein sollen
- 2016 — Sul serio
- 2016 — Sissignore
- 2016 — 180
- 2016 — Aeroplanini di carta
- 2016 — Oh Mama
- 2016 — Fuck Tomorrow
- 2017 — Rossetto (intro)
- 2017 — Bimbi
- 2017 — Solo
- 2017 — Apnea
- 2017 — Mai più
- 2017 — Milano Bachata
- 2018 — Acqua calda e limone
- 2018 — Non ho mai avuto l’età
- 2019 — Visti dall’alto
- 2019 — Vento sulla luna
- 2021 — Ho spento il cielo
- 2021 — Fottuta canzone

## Награды и номинации

### MTV Europe Music Awards
- 2021 — Номинация Лучший итальянский артист[38]

### Фестиваль в Сан-Ремо
- 2022 — 17-е место с песней Insuperabile